# Mount-Rainier-Nationalpark
Der Mount-Rainier-Nationalpark liegt im US-Bundesstaat Washington in den Countys Pierce und Lewis. Er wurde am 2. März 1899 eingerichtet und umfasst eine Fläche von 953 Quadratkilometern rund um den Mount Rainier, einen 4392 m hohen Vulkan und höchsten Berg der Kaskadenkette. Dieser erhebt sich von der umgebenden Fläche, die eine Höhe von durchschnittlich 500 Metern hat.

## Geschichte
Schon bald nach der europäischen Besiedlung des Nordwestens wurde der Mount Rainier das Ziel von Ausflüglern. 1885 eröffnete die Familie Longmire einen kleinen Gasthof an den heißen Quellen, die heute ihren Namen tragen. Das Vordringen von Land- und Forstwirtschaft und des Bergbaus führte zu Bestrebungen, den Berg und seine malerische Umgebung zu erhalten. Am 2. März 1899 verabschiedete der Kongress ein Gesetz, mit dem der Mount-Rainier-Nationalpark gegründet wurde. Am 16. November 1988 wurden weite Teile des Nationalparks als Wilderness geschützt, zu der heute 97 % der Fläche des Nationalparks zählen. Im Februar 1997 wurde der Park wegen seines für die weitere Entwicklung der Nationalparks vorbildlichen Generalplans als National Historic Landmark anerkannt und als Historic District in das National Register of Historic Places eingetragen.. Der Generalplan des Mount-Rainier-Nationalparks aus den 1920er Jahren stellte eine wesentliche Fortentwicklung des Managements von landschaftlich geschütztem und Erholungszwecken dienendem Land dar. Dazu kamen die erhaltenen historischen Nationalparkgebäude der 1920er und 30er Jahre wie das Administrative Building in Longmire und die Ranger Station und das Inn bei Paradise.

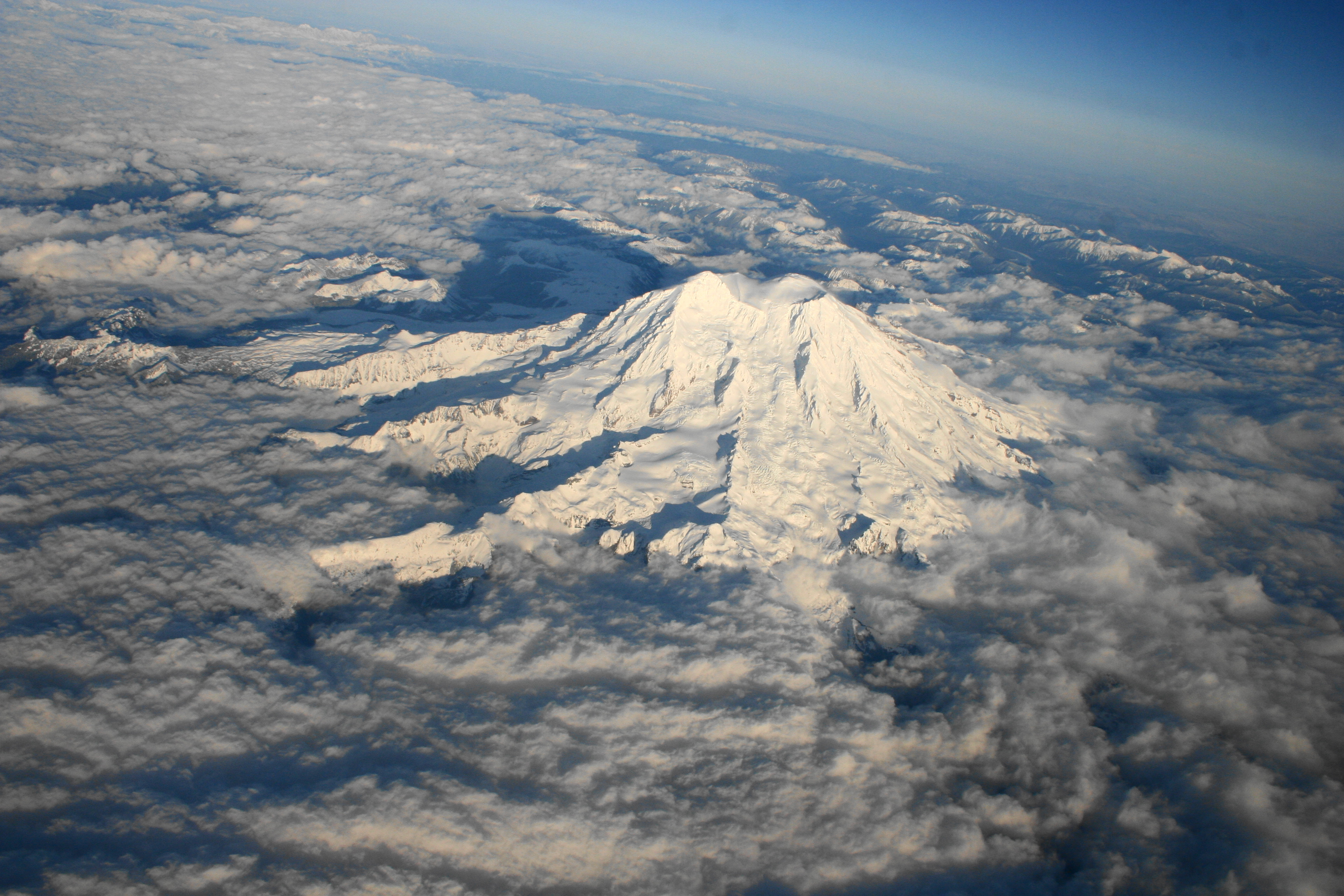
Das Luftbild zeigt, wie frei sich der Mount Rainier aus der Umgebung erhebt

### Historische Objekte
- Der White River Entrance ist ein historischer Dreigebäudekomplex und nördlicher Eingangsbereich des Parks. Dieser Distrikt wurde von 1900 bis 1924 als von besonderer Signifikanz ausgezeichnet und am 13. März 1991 vom National Register of Historic Places mit der Nummer 91000177 aufgenommen.[2]

- Im Nationalpark befindet sich ebenfalls das historische Paradise Inn, ein 1916 errichtetes Hotel. Das Gebäude wurde am 28. Mai 1987 ins National Register of Historic Places als historisches Denkmal mit der Nummer 87001336 aufgenommen. Zusätzlich wurde es als National Historic Landmark eingetragen.[2][3]

- Ebenfalls im Mount-Rainier-Nationalpark findet man die historische Yakima Park Stockade Group (auch bekannt als North and South Blockhouses, Museum, and Stockade at Sunrise), einen 1930 errichteten Gebäudekomplex. Dieser wurde am 28. Mai 1987 ins National Register of Historic Places als historisches Denkmal mit der Nummer 87001337 aufgenommen. Zusätzlich wurde es als National Historic Landmark eingetragen.[2][4]

## Flora und Fauna
Mit Höhenlagen von etwa 560 Meter bis über 4300 Meter umfasst der Park eine breite Spanne von Vegetationszonen.
Das Gebiet des Nationalparks rund um den Mount Rainier ist von dichtem Urwald bedeckt. Die Art und Dichte des Waldes ist abhängig von der Höhe und von der jährlichen Niederschlagsmenge. Der tiefer gelegene und regenreichere Nordwesten des Parks ist von einem epiphytenreichen Regenwald mit Douglasien, Hemlocktannen und Riesenlebensbäumen sowie dichtem Unterholz bedeckt. Der im Südosten gelegene Grove of the Patriarchs ist eine Inselterrasse mit einem bis zu 1000 Jahre alten Bestand von bis 90 Meter hohen Douglasien, Hemlocktannen und Riesenlebensbäumen. Ab einer Höhe von 1000 Metern wird der Wald weniger dicht. Hier dominieren Westliche Weymouth-Kiefern, Purpurtannen und Nootka-Scheinzypressen. Im Unterholz wachsen verschiedene Beerensträucher. Ab 1400 Metern wird der Wald durch Bergwiesen aufgelockert. Hier wachsen Gebirgshemlocks, weißstämmige Zirbelkiefern und Felsengebirgstannen.
Im Park sind etwa 50 verschiedene Säugetierarten heimisch. In den bewaldeten Parkgebieten sind Maultierhirsche weit verbreitet, dazu kommen Wapitis, Schwarzbären, Kojoten, oder Rotluchse. Im abgeschiedenen Hinterland des Parks leben Pumas. Dazu kommen zahlreiche kleinere Säugetierarten wie Baumstachler, Streifenhörnchen, Waschbären oder Baummarder. Die Vogelwelt umfasst über 140 Arten. Die größten Vögel sind Steinadler, die kleinsten Kolibris. Dazu kommen Habichte, Buntfalken, Kiefer- und Grauhäher, Spechte, Kanadagänse und zahlreiche andere Vögel vor.

Seine alpine Fauna macht den Berg einmalig. Viele Arten der arktisch-alpinen Zone wachsen nur in der pazifischen Küstenregion des Nordwestens, einige sind für den Mount Rainier endemisch. Bis in einer Höhe von 2100 Meter verwandeln die subalpinen Wiesen die Hänge in üppige Blütenteppiche. Paradise hieß schon bei den Indianern Saghalie Illahe, was so viel wie „Land des Friedens“ bedeutet. Sobald der Schnee taut, bringen sonnige Tage und das Schmelzwasser eine reiche Pflanzenvielfalt zur Blüte. Dazu gehören westliche Anemonen und Bärengras. Im Sommer werden die Wiesen von Paradise zu einem dichten Blütenteppich von Lupinen, Glockenblumen, Kastillea, Spiräe, Enzian, Natterwurz, Baldrian, Gauklerblumen und Arnika. Sunrise auf der Nordostseite hat ein anderes Mikroklima. Im Windschatten des Berges liegt hier im Winter weniger Schnee, und die Sommer sind länger und trockener. Deshalb gedeihen hier neben den Wildblumen der Westseite auch Kreuzkraut, alpiner Buchweizen und Berggoldlack. Auch die Baumarten unterscheiden sich, hier wachsen weißborkige Kiefer, Engelmann-Fichten und Bergweide. Die Bergwiesen sind Lebensraum für graue Murmeltiere und Pikas.

Der steinige Boden oberhalb der Baumgrenze ab einer Höhe von 2100 Meter fördert ein Mikrohabitat für arktisch-alpine Polster- und Kissenpflanzen. Dazu gehören Phlox, Lyall-Lupine und Stängelloses Leimkraut. Die Tierwelt dieser Zone besteht aus Schneeziegen, Weißschwanzschneehühnern, alpinen Finken, Heidewühlmäusen und Taschenratten. Ab 2700 Metern, in der Zone des ewigen Schnees, überleben nur einige Flechten und Algen, die die Schneefelder stellenweise mit einem rosigen Hauch überziehen. Von diesen Algen und Flechten leben die bis 2,5 Zentimeter langen Eiswürmer.

Außerhalb des Parks und der anderen Naturschutzgebiete sind die alten Baumbestände weitgehend abgeholzt und durch Douglasien ersetzt, die regelmäßig gerodet werden.

## Aktivitäten
Der Nationalpark wird jährlich von durchschnittlich 1,8 Millionen Besuchern besucht. Innerhalb des Parks liegen fünf touristisch erschlossene Bereiche, von denen vier mit einem Besucherzentrum ausgestattet sind, dazu kommen zahlreiche Rangerstationen.
Die Parkstraßen führen im Süden und im Osten halb um den Berg herum, Stichstraßen führen zu den Hauptattraktionen und zu den Besucherzentren. Das ganzjährig geöffnete Besucherzentrum in Longmire beherbergt ein Museum. In seiner Umgebung führt der 800 Meter lange Trail of the Shadows, ein Naturlehrpfad, um eine Waldlichtung. Das Besucherzentrum in Paradise liegt auf einer Höhe von 1600 Metern und ist von subalpinen Bergwiesen umgeben, durch die mehrere Wanderwege und -pfade führen.

Von der südlichen Parkstraße führt ein kurzer Pfad zum 50 Meter hohen Narada-Wasserfall. Weiter liegt an der Parkstraße der Reflection Lake, auf dessen Wasseroberfläche sich der Mount Rainier bei schönem Wetter spiegelt. Der Box Canyon im Süden des Parks ist eine bis zu 35 Meter tiefe, sehr enge Schlucht, die der Cowlitz River in einen Lavastrom gefressen hat. Das im Südosten des Parks gelegene Besucherzentrum in Ohanapecosh bietet den 3,2 Kilometer langen Grove of the Patriarchs Trail. Dieser Lehrpfad führt zu den ältesten, bis zu 1000 Jahre alten Baumriesen im Park. Im Osten liegt auf einer Höhe von 1920 Meter das Besucherzentrum Sunrise. Hier führen ein kurzer Lehrpfad sowie zahlreiche Wanderwege durch die Bergwiesen mit Aussicht auf den Emmons Glacier und den Gipfelkrater.
Von Nordwesten führt eine Piste zum Carbon River und in den niederschlagsreichsten Teil des Parks. Hier führt der Carbon River Rain Forest Trail, ein 500 Meter langer Lehrpfad durch den dichten Regenwald. Weitere Wege führen zum Carbon Glacier oder zum Mowich Lake. Rund um den Mount Rainier führt der bereits 1916 angelegte 150 Kilometer lange Wonderland Trail, den man in 10 bis 14 Tagen begehen kann. Insgesamt führen über 480 Kilometer Wanderwege durch den Park. Der Gipfel des Mount Rainiers ist alljährlich das Ziel von etwa 4.000 Bergsteigern. Die Besteigung des Gipfels erfordert in der Regel zwei Tage.
Bei Paradise sind von Dezember bis Mai Skilifte in Betrieb. Neben Skifahren besteht die Möglichkeit zu Schneeschuh- oder Skiwanderungen. Unterkünfte im Park bieten der Paradise Inn und der National Park Inn in Longmire, dazu kommen fünf Zeltplätze.

## Klima
Der Mount-Rainier-Nationalpark ist sehr niederschlagsreich. Wegen der hohen Luftfeuchtigkeit ist der Mount Rainier oft wochenlang in Wolken gehüllt, und ebenso lange Regenperioden sind keine Seltenheit. Hauptbesuchszeit ist Juni bis September. Juli und August sind statistisch die trockensten und wärmsten Monate mit den meisten Schönwettertagen, aber auch in dieser Zeit sind plötzliche Wetterumschwünge, Regen und Nebel möglich.